# Gymnopleurus laetus
Gymnopleurus laetus är en skalbaggsart som beskrevs av Hope 1842. Gymnopleurus laetus ingår i släktet Gymnopleurus och familjen bladhorningar. Inga underarter finns listade i Catalogue of Life.